# Faculté des sciences naturelles de l'université Loránd-Eötvös
 (juillet 2022).
La mise en forme du texte ne suit pas les recommandations de Wikipédia : il faut le « wikifier ».
Les points d'amélioration suivants sont les cas les plus fréquents. Le détail des points à revoir est peut-être précisé sur la page de discussion.
- Les titres sont pré-formatés par le logiciel. Ils ne sont ni en capitales, ni en gras.
- Le texte ne doit pas être écrit en capitales (les noms de famille non plus), ni en gras, ni en italique, ni en « petit »…
- Le gras n'est utilisé que pour surligner le titre de l'article dans l'introduction, une seule fois.
- L'italique est rarement utilisé : mots en langue étrangère, titres d'œuvres, noms de bateaux, etc.
- Les citations ne sont pas en italique mais en corps de texte normal. Elles sont entourées par des guillemets français : « et ».
- Les listes à puces sont à éviter, des paragraphes rédigés étant largement préférés. Les tableaux sont à réserver à la présentation de données structurées (résultats, etc.).
- Les appels de note de bas de page (petits chiffres en exposant, introduits par l'outil «  Source ») sont à placer entre la fin de phrase et le point final[comme ça].
- Les liens internes (vers d'autres articles de Wikipédia) sont à choisir avec parcimonie. Créez des liens vers des articles approfondissant le sujet. Les termes génériques sans rapport avec le sujet sont à éviter, ainsi que les répétitions de liens vers un même terme.
- Les liens externes sont à placer uniquement dans une section « Liens externes », à la fin de l'article. Ces liens sont à choisir avec parcimonie suivant les règles définies. Si un lien sert de source à l'article, son insertion dans le texte est à faire par les notes de bas de page.
- La présentation des références doit suivre les conventions bibliographiques. Il est recommandé d'utiliser les modèles {{Ouvrage}}, {{Chapitre}}, {{Article}}, {{Lien web}} et/ou {{Bibliographie}}. Le mode d'édition visuel peut mettre en forme automatiquement les références.
- Insérer une infobox (cadre d'informations à droite) n'est pas obligatoire pour parachever la mise en page.

Pour une aide détaillée, merci de consulter Aide:Wikification.
Si vous pensez que ces points ont été résolus, vous pouvez retirer ce bandeau et améliorer la mise en forme d'un autre article.
La Faculté des sciences naturelles de l'Université Eötvös Loránd a été fondée en le 19 mai 1949 et est située à Budapest sur le campus de Lágymányos.

## Histoire
La Faculté des sciences naturelles a été créée le 16 mai 1949. Afin de développer et d'améliorer l'enseignement des sciences naturelles, une faculté distincte, la Faculté des sciences naturelles a été créée à partir de 22 départements et d'un institut. Avant 1949, la Faculté des sciences humaines, des sciences naturelles, du droit et des sciences politiques et de médecine constituait une grande faculté. La nouvelle faculté se composait de 5 instituts: l'Institut de biologie, l'Institut de physique, l'Institut de géographie et sciences de la terre, l'Institut de chimie et l'Institut de mathématiques.

## Instituts

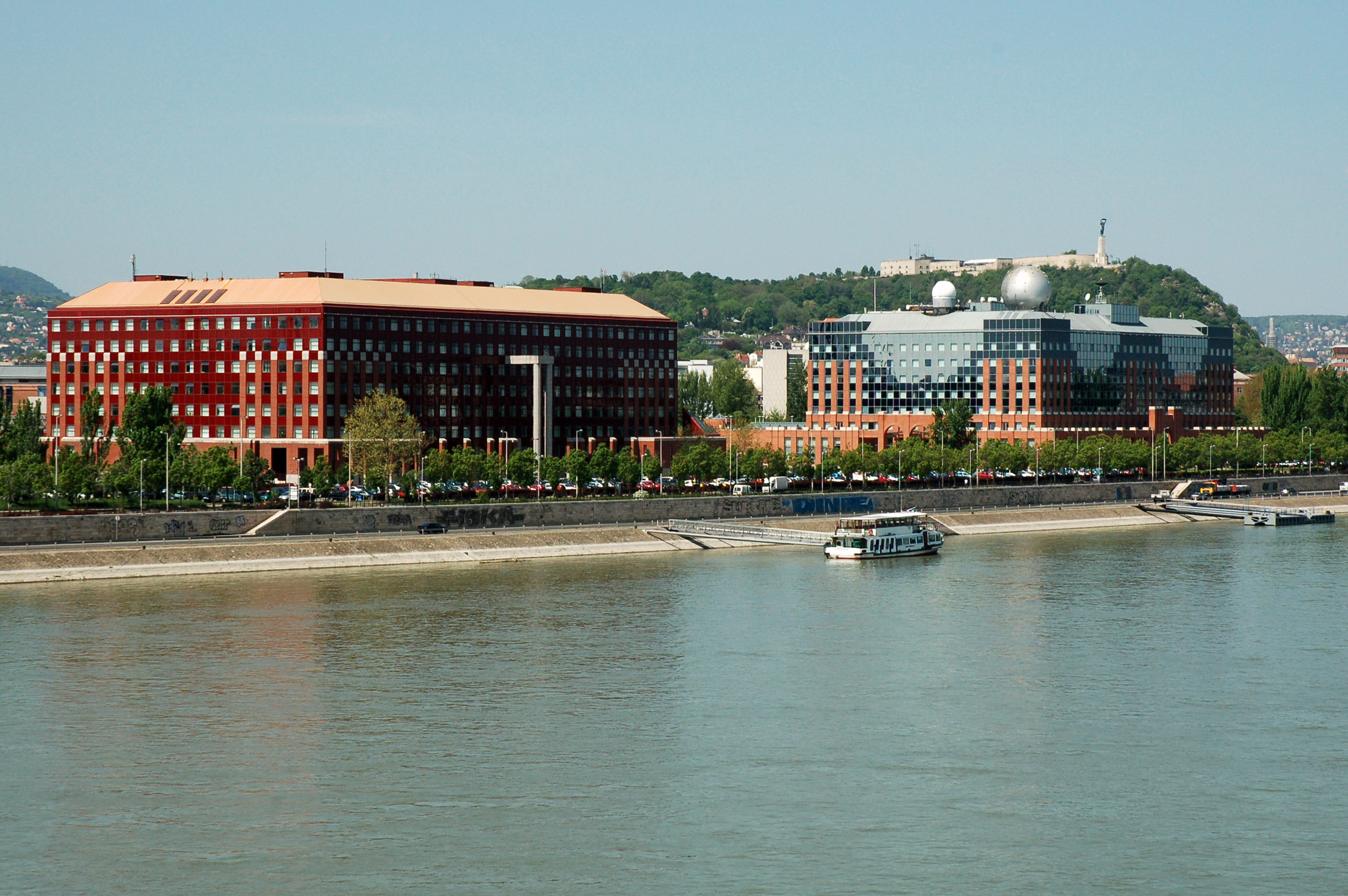
Campus Lágymányosi de l'université, siège de la Faculté des sciences, de la Faculté des sciences sociales et de la Faculté d'informatique

| Institut                                           | département |
| -------------------------------------------------- | --- |
| Institut de biologie                               | Département d'anatomie, de biologie cellulaire et du développement Département de zoologie systématique et d'écologie Département de biochimie Département d'anthropologie biologique Département d'éthologie Département de physiologie et neurobiologie Département de génétique Département d'immunologie Département de microbiologie Département de physiologie végétale et biologie moléculaire des plantes Département de Systématique Végétale, Ecologie et Biologie Théorique Département d'anatomie végétale |
| Institut de physique                               | Département de physique des matériaux Département de physique atomique Département de physique biologique Département de physique théorique Département de physique des systèmes complexes |
| Institut de géographie et des sciences de la Terre | Centre de géographie Centre des sciences de la Terre |
| Institut de chimie                                 | Département de chimie analytique Département de chimie physique Département de chimie organique Département de chimie inorganique |
| Institut de Mathématiques                          | Département d'algèbre et de théorie des nombres Département d'analyse Département d'analyse appliquée et de mathématiques computationnelles Département d'informatique Département de géométrie Centre d'enseignement et d'enseignement des mathématiques Département de recherche opérationnelle Département de théorie des probabilités et statistiques |

## Doyens de la Faculté des sciences naturelles
| - Aladár Buzágh: 1949–1950 - György Hajós: 1950–1951 - Tibor Erdey-Grúz: 1950–1951 - Ferenc Kárteszi: 1951–1954 - László Fuchs: 1954–1956 - Gusztáv Mödlinger: 1953–1958 - Sándor Lengyel: 1958–1961 | - Károly Nagy: 1961–1966 - Kálmán Sztrókay: 1967–1968 - László Egyed: 1966–1967 és 1968–1970 - Imre Kátai: 1970–1977 - Imre Kubovics: 1977–1983 - Kálmán Medzihradszky: 1983–1989 - István Klinghammer: 1989–1990 | - Ádám Kiss: 1990–1997 - András Benczúr: 1997–2001 - Ferenc Láng: 2001–2005 - György Michaletzky: 2005–2012 - Péter Surján: 2012–2018 - Péter Sziklai: 2018–2019 - Imre Kacskovics: |

## Chercheurs notables
| Institut                              | Chercheur |
| ------------------------------------- | --- |
| Institut de biologie                  | János Balogh, Endre Dudich, Ádám Miklósi, Rebeka Szabó, Eörs Szathmáry |
| Institut de physique                  | Gyula David, Loránd Eötvös, Imre Fényes, Lajos Jánossy, Ányos Jedlik, Frigyes Károlyházy, György Marx, Károly Nagy, Gábor Takács, László Tisza, Tamás Vicsek |
| Institut de géographie et de géologie | Béla Balázs, László Egyed, Ferenc Horváth, Béla Nagy |
| Institut de chimie                    | István T. Horváth, András Perczel, Péter Surján, Carl von Than, Gergely Tóth, Lajos Winkler, Géza Zemplén |
| Institut de Mathématiques             | László Babai, Zsolt Baranyai, József Beck, Károly Bezdek, Béla Bollobás, Ákos Császár, Imre Csiszár, Lipót Fejér, László Fejes Tóth, András Frank, László Fuchs, István Gyöngy, András Hajnal, György Hajós, Gábor Halász, Gyula OH Katona, Péter Komjáth, Lajos Pósa, Alfred Rényi, Miklós Simonovits, Tamás Szőnyi, Vera T. Sós, Katalin Vesztergombi |

## Anciens élèves célèbres
- János Aczél, mathématicien
- Miklós Ajtai, informaticien
- Béla Andrásfai, mathématicien
- Hajnal Andréka, mathématicien

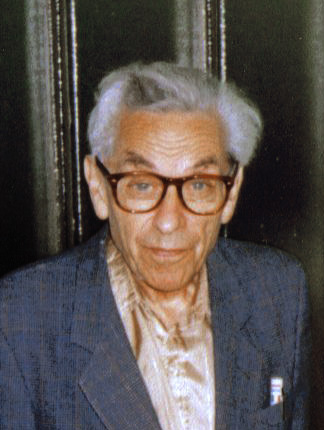
Pál Erdős en 1992

- László Babai, mathématicien et informaticien
- Zsolt Baranyai, mathématicien
- Emanuel Beke, mathématicien
- Gyula Bereznai, mathématicien
- Károly Bezdek, mathématicien
- Béla Bollobás, mathématicien
- Miklos Bona, mathématicien
- Ákos Császár, mathématicien
- Imre Csiszár, mathématicien
- Loránd Eötvös, physicien
- Pál Erdős, mathématicien
- László Fejes Tóth, mathématicien
- Gyula Farkas, mathématicien
- István Fáry, mathématicien
- Lipót Fejér, mathématicien
- István Fenyő, mathématicien
- Péter Frankl, mathématicien
- László Fuchs, mathématicien
- Zoltán Füredi, mathématicien
- Peter Gacs, mathématicien
- Janos Galambos, mathématicien
- Tibor Gallai, mathématicien
- Zoárd Geőcze, mathématicien
- George Grätzer, mathématicien
- András Gyárfás, mathématicien
- András Hajnal, mathématicien
- György Hevessy, chimiste
- Jean Horvath, mathématicien
- Imre Izsák, mathématicien
- Ányos Jedlik, physicien
- István Juhász, mathématicien
- László Kalmár, mathématicien
- Frigyes Károlyházy, mathématicien
- Gyula OH Katona, mathématicien
- Béla Kerékjártó, mathématicien
- Péter Kiss, mathématicien
- Lipot Klug, mathématicien
- János Kollár, mathématicien
- János Komlós, mathématicien
- Gábor Korchmáros, mathématicien
- András Kornai, mathématicien
- Lajos Kossuth, homme politique
- János Körner, mathématicien
- József Kürschák, mathématicien
- Paul G. Mezey, chimiste
- Janos Neumann, physicien
- Michael Polanyi, polymathe
- Gédéon Richter, pharmacien
- Elizabeth Rona, chimiste
- Károly Than, chimiste
- Ignace Semmelweis
- Miklos Simonovits
- Albert Szent-Györgyi, biochimiste